# Lois Renner
Lois Renner (* 11. Oktober 1961 in Salzburg; † 21. August 2021 am Untersberg) war ein österreichischer bildender Künstler. Von 2002 bis 2005 bekleidete Lois Renner die Professur für Künstlerische Fotografie an der Staatlichen Hochschule für Gestaltung Karlsruhe. Seine Bilder befinden sich in vielen öffentlichen und privaten Sammlungen.

## Leben und Werk
Lois Renner wuchs als zweites von drei Kindern in der Stadt Salzburg auf. Seine Eltern führten einen Handwerksbetrieb, dessen Name für den Künstler später bedeutsam werden sollte: „Malerei Renner“. Renners künstlerische Begabung zeigte sich früh, bereits als Schüler verdiente er sich ein zusätzliches Taschengeld mit dem Verkauf eigener Gemälde. Nach einer Lehre als Schriftenmaler und der von 1981 bis 1984 erfolgreich absolvierten Meisterschule für das Österreichische Malerhandwerk in Baden bei Wien nahm Renner ein Studium an der Hochschule Mozarteum auf. Er wechselte 1985 an die Rheinische Kunstakademie Düsseldorf, wo er, unterbrochen von mehreren Paris-Aufenthalten, bei den Professoren Karl Kneidl, Rissa und Gerhard Richter Malerei studierte.
Nach dem Studium bezog Lois Renner zuerst ein Atelier in einer ungenutzten Werkstatt seines Elternhauses („Malerei Renner“). Wenig später, 1991, ging er nach Wien, das nach dem Fall des Eisernen Vorhangs aus seiner Randlage rückte und zu einem neuen Zentrum kreativer Kräfte wurde. Die „Malerei Renner“ nahm er mit. Das erste Atelier baute er im verkleinerten Maßstab als Modell nach und arrangierte darin seine eigene Künstlerexistenz, um sie sodann fotografisch zu reproduzieren. Das Modell ist Urbild einer Künstlerwerkstatt und dreidimensionales Fragment der eigenen Biografie zugleich. Vor allem ist es Bühne für Bilder. Diese Versuchsanordnung nannte Renner „Formforschung“. Dabei wurden nicht nur Materialien, Techniken, Medien und Bildbegriffe auf ihre aktuelle Tauglichkeit untersucht, Renner begann vielmehr eine Langzeitstudie über das Verhältnis von Fotografie und Malerei, die stets auch von der Schwierigkeit handelte, in der Gegenwart „Künstler“ zu sein. Wenngleich das Endprodukt seiner künstlerischen Tätigkeit eine großformatige Fotografie war und der Weg dorthin Fertigkeiten etwa eines Bildhauers, Konstrukteurs oder Lichtkünstlers verlangte, verstand sich Lois Renner gleichwohl als Maler.
Lois Renner zählte zu den erfolgreichen österreichischen Künstlern der Gegenwart. Bereits 1992 wurde ihm – als damals jüngstem Preisträger mit 30 Jahren – der bedeutendste österreichische Kunstpreis verliehen, der Monsignore Otto-Mauer-Preis. Es folgten zahlreiche Einzel- und Gruppenausstellungen vor allem in Österreich und Deutschland, ab 1999 auch weltweit. Von 2002 bis 2005 bekleidete er eine Professur für Künstlerische Fotografie an der Staatliche Hochschule für Gestaltung Karlsruhe.
Renner lebte zuletzt in Wien und war Mitglied der Wiener Secession. Er starb im August 2021 bei einer Wanderung auf den Untersberg.

## Einzelausstellungen (Auswahl)
- 1991 Galerie Fotohof, Salzburg
- 1995 Salzburger Kunstverein
- 1996 Raum aktueller Kunst, Wien
- 1997 Galerie Jesco von Puttkamer, Berlin
- 1998 Kunsthaus Bregenz
- 1998 Galerie Jesco von Puttkamer, Berlin
- 1999 Galerie Marie Louise Wirth, Zürich
- 1999 Kerstin Engholm Galerie, Wien
- 1999 Kuckei + Kuckei, Berlin
- 1999 Galerie im Traklhaus, Galerie der Stadt Salzburg
- 2000 Kuckei + Kuckei, Berlin
- 2000 Kunsthalle Göppingen
- 2000 escale 22, Düsseldorf
- 2001 Galerie Academia, Salzburg
- 2002 Kuckei + Kuckei, Berlin
- 2002 Sammlung Essl, Klosterneuburg
- 2002 Kesselhaus, Hannover
- 2002 Kerstin Engholm Galerie, Wien
- 2003 Landesgalerie am Oberösterreichischen Landesmuseum, Linz
- 2003 Kuckei + Kuckei, Berlin, Galerie Kewenig, Köln
- 2003 Crown Gallery, Brüssel
- 2004 Museum Abteiberg, Mönchengladbach
- 2004 Kulturforum der Österreichischen Botschaft, Berlin
- 2004 Kunsthalle Tübingen (mit M. Gaal)
- 2005 Galerie Rupert Pfab, Düsseldorf
- 2005 Kuckei + Kuckei, Berlin
- 2005 Kunstforum Montafon, Schruns
- 2005 Galería Jule Kewenig, Palma de Mallorca
- 2006 Overbeck-Gesellschaft, Lübeck
- 2006 Galerie Mauroner, Wien
- 2008 In the Mood for Love, Galerie Schimming, Hamburg
- 2010 Lois Renner, Galerie Rupert Pfab Düsseldorf
- 2010 Weite Räume, Galerie Schimming, Hamburg
- 2010 Hyper Real, Museum Moderner Kunst Stiftung Ludwig Wien
- 2012 Lois Renner, Galerie Schimming, Hamburg
- 2014 Bibi and Friends, Galerie Schimming, Hamburg
- 2016 Galerie Schimming, Barlach Halle K, Hamburg
- 2017 Lois Renner, Salzburg Museum, Salzburg
- 2018 Lois Renner, Galerie Schimming, Barlach Halle K, Hamburg

## Gruppenausstellungen (Auswahl)
- 2021 The Essl Collection Albertina, Wien
- 2017 Other Spaces, Bank Austria Kunstforum, Wien
- 2015 Selbstverständliche Malerei, Österreichische Galerie Belvedere, Wien
- 2013 De Sculptura, Kunsthalle Salzburg Museum, Salzburg
- 2012 Mythos Atelier, Staatsgalerie Stuttgart, Stuttgart
- 2011 Alpine Desire, Austrian Cultural Forum, New York, New York
- 2008 Adolph Menzel und Lois Renner – Das Künstleratelier, Hamburger Kunsthalle
  - Rückblende. Die Fotosammlung der Neuen Galerie Graz
  - True Romance. Allegorien der Liebe von der Renaissance bis heute, Museum Villa Stuck, München
- 2007 Kunsthalle Wien, Wien
- 2007 Hamburger Bahnhof – Nationalgalerie der Gegenwart, Berlin
- 2006 Postmediale Kondition, Centro Cultural Conde Duque, Medialab Center, Madrid
- 2005 Neuerwerbungen, Landesgalerie am OÖ. Landesmuseum, Linz
  - Selection of the 26th Bienial of São Paulo, Museum of Contemporary Art, Santiago de Chile
  - La patria está a la vuelta de la esquina, Centro de Fotografía, Salamanca, Museo de Arte Contemporáneo de Vigo / Spanien
  - post_modellismus, Krinzingerprojekte, Wien
  - simultan, Museum der Moderne Salzburg
  - Postmediale Kondition, Neue Galerie, Graz
- 2004 True lies. Lügen und andere Wahrheiten in der zeitgenössischen Fotografie, Museum Franz Gertsch, Burgdorf (CH)
  - Kallmann-Museum, Ismaning, Lois Renner und die Fotografie an der Staatlichen Hochschule für Gestaltung Karlsruhe
  - Galerie der Stadt Backnang
  - Die Heimat ist um die Ecke, Stadthaus Ulm
  - 26. Biennale von São Paulo
  - Vision einer Sammlung, Museum der Moderne Salzburg
- 2003 Das endlose Rätsel. Dalí und die Magier der Mehrdeutigkeit, Museum Kunstpalast, Düsseldorf
  - Modellierte Wirklichkeiten, Landesgalerie am OÖ. Landesmuseum, Linz
  - Archetypen, Landesgalerie am OÖ. Landesmuseum, Linz
  - True Fictions, Stadtgalerie Saarbrücken, Städtische Galerie Erlangen
  - ABSOLUT Generations, La Biennale di Venezia, 50esima Esposizione Internationale d’Arte, Mostre Extra 50, Palazzo Zenobio, Venedig
  - Made for Admont, Museum Stift Admont
  - construction, Museum der Moderne, Salzburg
- 2002 Heute bis jetzt. Zeitgenössische Fotografie aus Düsseldorf II, museum kunst palast, Düsseldorf
  - Berlin Neue Kunststadt, Opera Paese, Rom
  - True Fictions Ludwig Forum für Internationale Kunst, Aachen
  - Kunstverein Lingen
  - Kunsthaus Dresden, II. Kunst-Biennale von Buenos Aires
- 2001 Realidad Construida, Galeria Helga de Alvear, Madrid
  - Austrian Contemporary Art Exhibition, Kunstmuseum Shanghai
  - Ways of Worldmaking, Mücsarnok/Kunsthalle Budapest
  - Expanded Photography. Ungarische Akademie der Schönen Künste, Budapest
  - Milano-Europa 2000, Palazzo della Triennale, Mailand
  - Aller Anfang ist MERZ – von Kurt Schwitters bis heute, Haus der Kunst, München
- 2000 Lebt und arbeitet in Wien, Kunsthalle Wien
  - Aller Anfang ist MERZ – von Kurt Schwitters bis heute, Sprengel Museum Hannover, Nachbilder, Kunsthaus Zürich
- 1999 Five continents and one city, Museo de la Ciudad de México, Mexiko-Stadt
  - La casa il corpo il cuore, Museum Moderner Kunst Sammlung Ludwig, 20er Haus, Wien
  - Insight Out, Kunstraum Innsbruck
  - Kunsthaus Hamburg
  - Kunsthaus Baselland
- 1997 Formalismus, Österreichische Galerie
  - Belvedere, Wien
  - Biennale Montenegro
- 1996 Wunderbar, Kunstverein in Hamburg
- 1995 Pittura Immedia. Malerei in den 90er Jahren, Neue Galerie am Landesmuseum Joanneum, Graz; Modelle,
  - Raum aktueller Kunst, Wien
- 1994 Artist in Residence, Neue Galerie, Graz
- 1993 Making Art, Kunstverein Kärnten, Klagenfurt

## Öffentliche Sammlungen (Auswahl)
- Museum Moderner Kunst Stiftung Ludwig Wien – MUMOK (A)
- Österreichische Galerie Belvedere, Wien (A)
- Kunsthaus Bregenz (A)
- Museum der Moderne Salzburg (A)
- Neue Galerie Graz (A)
- Lentos, Kunstmuseum Linz
- Landesgalerie am OÖ Landesmuseum, Linz (A)
- museum kunst palast, Düsseldorf (D)
- Museum Abteiberg, Mönchengladbach (D)
- Staatliche Kunsthalle Karlsruhe (D)
- Museum Franz Gertsch, Burgdorf (CH)
- T-B A 21 – Thyssen-Bornemisza Art Contemporary Wien/Zürich (A/CH)
- Museum Stift Admont (A)
- Sammlung Essl, Klosterneuburg bei Wien (A)
- West Collection, Philadelphia (USA)
- ABSOLUT Collection, Stockholm (SW)

## Auszeichnungen
- 1992: Otto-Mauer-Preis
- 1994: Österreichisches Staatsstipendium für Bildende Kunst
- 2001: Großer Kunstpreis des Landes Salzburg
- 2002: Internationaler Preis für Fotografie der II. Kunstbiennale von Buenos Aires